# سانت لويس كاردينالات
سانت لويس كاردينالات هو فريق كرة قاعدة أمريكي أٌسس عام 1882. يلعب الفريق في دوري كرة القاعدة الرئيسي.